# 알렉산드리아 트로아스

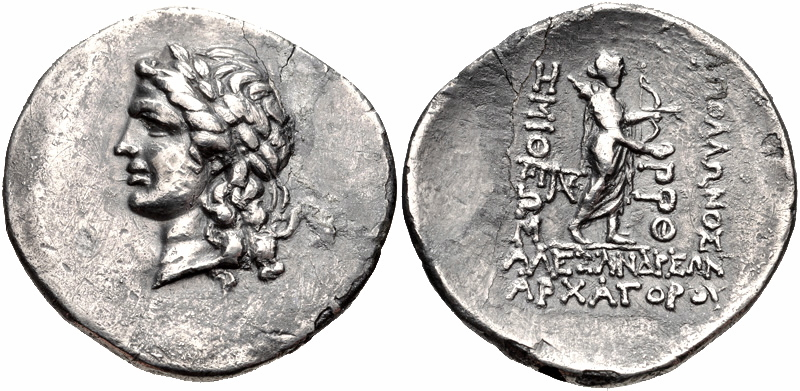
기원전 102~66년 알렉산드리아의 동전(디드라크마). 앞면: 월계관을 쓴 아폴론의 머리. 뒷면: 스민테우스 아폴론이 활, 화살, 파테라를 들고 오른쪽에 서 있고, 어깨에는 동개를 메고 있다. 아래 새겨진 글자: ΑΠΟΛΛΩΝΟΣ ΣΜΙΝΘΕΩΣ [ΑΛΕΞΑΝΔΡΕΩΝ ΑΡΧΑΓΟΡΟΥ].

알렉산드리아 트로아스(트로아스의 알렉산드리아; 그리스어: Αλεξάνδρεια Τρωάς; 튀르키예어: Eski Stambul, "옛 이스탄불") 혹은 드로아(신약성경 개역개정판)는 에게해에 위치한 고대 그리스 도시의 유적지로, 튀르키예 서해안 북쪽 끝 부근에 있으며 역사적으로 트로아스로 알려진 지역에 있다. 현대의 보즈자아다섬인 테네도스섬의 약간 남쪽에 위치한다. 이곳은 차나칼레주 에지네구의 현대적인 마을인 달랸의 남동쪽에 자리 잡고 있다. 이 유적지는 약 400 헥타르 (990 ac)에 걸쳐 펼쳐져 있으며, 오늘날 남아있는 몇 안 되는 건축물로는 폐허가 된 목욕탕, 오데온, 극장, 김나시온 단지 그리고 최근 발굴된 경기장이 있다. 옛 성벽의 흔적은 여전히 찾아볼 수 있다.

## 역사

### 헬레니즘 시대
스트라본에 따르면, 이 지역은 처음에는 시기아(Sigia, Σιγία)라고 불렸다. 기원전 306년경 안티고노스는 시기아에 다섯 개의 다른 마을 사람들을 정착시키며 도시를 확장하여 안티고니아 트로아스(Antigonia Troas)로 재건했다. 이 중에는 한때 영향력 있던 도시인 네안드레이아도 포함되어 있었다. 이 도시는 기원전 301년 리시마코스에 의해 마케도니아의 알렉산드로스 대왕을 기리기 위해 알렉산드리아 트로아스(Alexandria Troas)로 이름이 바뀔 때까지는 그 이름을 얻지 못했다(플리니우스는 단지 이름이 안티고니아에서 알렉산드리아로 바뀌었다고만 언급한다). 이 도시는 4~5세기 포이팅거 지도에 명시된 대로 알렉산드리아 트로아스라고 계속 불렸다. 북서 아시아 미노르의 주요 항구로서, 이 지역은 로마 시대에 크게 번성하여 기원전 188년 일찍이 "자유롭고 자치적인 도시"가 되었으며, 현존하는 유적들은 그 과거의 중요성을 충분히 증명한다. 전성기에는 도시 인구가 약 10만 명에 달했을 수도 있다. 스트라본은 아우구스투스 통치기에 이곳에 로마 식민지가 세워졌으며, 콜로니아 알렉산드리아 아우구스타 트로아스(Colonia Alexandria Augusta Troas)라고 불렸다고 언급한다(이 시기에는 단순히 트로아스라고 불렸다). 아우구스투스, 하드리아누스 그리고 부유한 문법학자 헤로데스 아티쿠스는 이곳을 아름답게 꾸미는 데 크게 기여했다. 오늘날까지 보존된 수로는 헤로데스 아티쿠스의 작품이다. 율리우스 카이사르와 콘스탄티누스는 트로아스를 로마 제국의 수도로 고려했다.

### 로마 시대
로마 시대에는 아나톨리아와 유럽을 오가는 중요한 항구였다. 사도행전의 기록에 따르면, 타르수스의 바울로는 알렉산드리아 트로아스에서 처음으로 유럽으로 항해했으며 유럽에서 이곳으로 돌아왔다(이곳에서 유디코를 살려낸 사건이 발생했다). 안티오키아의 이그나티오스도 로마에서 순교하기 전에 이 도시에서 잠시 머물렀다.

### 비잔틴 시대
이후 몇몇 주교들이 알려져 있다: 325년의 마리누스; 344년의 니코니우스; 5세기 초의 실바누스; 451년의 피오니우스; 787년의 레오; 9세기에 이그나티오스 총대주교의 친구이자 미카엘의 반대자였던 페트로. 10세기에는 트로아스가 키지코스의 보좌 주교구로 주어지며 유명한 트로이와 구별된다(하인리히 겔저, Ungedruckte ... Texte der Notitiae episcopatuum, 552; 게오르기우스 키프리우스의 로마 세계 기술, 64); 도시가 언제 파괴되고 교구가 사라졌는지는 알려지지 않았다. 주교직은 1971년 이후 공석인 로마 가톨릭교회의 명목상 주교좌로 트로아스라는 이름으로 남아있다.
트로아스는 또한 세계 총대주교청 산하 동방 정교회의 명목상 주교좌이다. 트로아스의 주교 사바스(젬빌라스)는 2002년부터 2011년까지 고위 성직자로 봉사했으며, 이후 미국 그리스 정교회 관구 대교구의 메트로폴리탄 사바스 (젬빌라스) 피츠버그가 되었다.

### 오스만 제국 시대
카라시드 투르크멘족은 14세기에 트로아스 지역에 정착했다. 그들의 베이국은 1336년 오스만 제국에 정복되었다. 알렉산드리아 트로아스 유적은 튀르크인들 사이에서 "옛 도시"를 뜻하는 에스키 스탐불(Eski Stambul)로 알려지게 되었다. 이 유적지의 돌들은 건축 재료로 많이 약탈당했다(예를 들어 메흐메트 4세는 자신의 예니 발리데 모스크를 장식하기 위해 기둥들을 가져갔다). 18세기 중반에는 이 유적지가 "산적들이 숨어 지내는 장소"로 이용되었다.

### 현대
1911년까지 이 유적지는 발로니아참나무로 뒤덮여 심하게 약탈당했지만, 옛 성벽의 윤곽은 여전히 추적할 수 있었고 여러 곳에서는 상당히 잘 보존되어 있었다.
성벽은 둘레가 약 10킬로미터였고, 일정한 간격으로 탑으로 요새화되어 있었다.
이 지역 내에서 고대 목욕탕과 김나시온 단지의 유적을 찾을 수 있다. 이 건물은 현지에서 발 사라예(Bal Saray, 꿀 궁전)로 알려져 있으며, 원래 135년에 헤로데스 아티쿠스가 기증했다. 트라야누스는 여전히 흔적을 찾을 수 있는 수로를 건설했다.
항구에는 두 개의 큰 분지가 있었는데, 현재는 모래로 거의 막혀 있다.
이곳은 21세기 초 독일 고고학자들이 발굴 및 조사를 진행하는 대상이다.
그들의 발굴을 통해 기원전 100년경으로 추정되는 큰 경기장의 유적이 발견되었다.

## 같이 보기
- 고대 그리스 도시 목록

## 참고 문헌
- Feuser, Stefan, Der Hafen von Alexandria Troas (Bonn: Dr. Rudolf Habelt, 2009) (Asia Minor Studien, 63).